# Jurinoer Rind
Das Jurinoer Rind (russisch Юринская, transkribiert Jurinskaja) ist eine Zweinutzungs-Rinderrasse aus Russland.

## Zuchtgeschichte
Ursprünglich wurde die Rasse im Gebiet der heutigen Rajons Gornomarijski und Jurino in Mari El aus örtlichen Tschuwasch-Mari-Rindern gezüchtet, in die fast einhundert Jahre lang Tiroler Grauvieh und später Brown-Swiss eingekreuzt wurden. Auch das Gorbatower Rotvieh hatte seinen Einfluss auf die Rasse. Ende des 19. Jahrhunderts wurden auch Braunvieh, Fleckvieh, Deutsche Schwarzbunte alter Zuchtrichtung, Cholmogory-Rinder und andere Rassen eingekreuzt. Ab 1908 wurde das Jurinoer Rind nur noch reingezüchtet. 1917 übernahm der Staat die Oberaufsicht über die Zucht. 1934 wurde ein Herdbuch eingeführt. 1941 wurde das Jurinoer Rind offiziell als Zweinutzungsrasse anerkannt.

## Charakteristika
- Rasse nicht sehr homogen
- Farbe braun oder rot in vielen Schattierungen, teilweise weiße Flecken an Unterbauch und Beinen
- Kopf leicht, aber kompakt; kurzes Gesicht; vorspringender Hinterkopf
- Hörner klein, dünn, meist hell mit schwarzen Spitzen
- Hals breit und gerade, große Wamme
- Widerrist gerade und markant
- Rücken gerade
- Lende breit, gerade, aber oft dachförmig
- erhöhte Kruppe, Hinterbeine weit auseinanderstehend, hoch angesetzter Schwanz
- Euter mittelgroß mit gleichmäßigen Vierteln; Zitzen groß und weit auseinander stehend; deutliche Eutervenen
- Haut lose, elastisch; Fell weich
- Gewicht Kühe 480 – 500 kg, Stiere 650 – 700 kg
- Milchleistung 2.500 – 3.000 kg mit 3,8 – 4,2 % Fett, gute Lebensleistung
- Krankheitsresistenz gegen Leukose, Tuberkulose und Brucellose

## Vorkommen
Das Jurinoer Rind kommt nur noch im Rajon Gornomarijski in Mari El vor. Der Bestand ging von 46.000 im Jahr 1974 auf 3.500 im Jahr 1983 zurück.

## Quelle
- https://www.fao.org/3/ah759e/AH759E08.htm